# 沈友梅

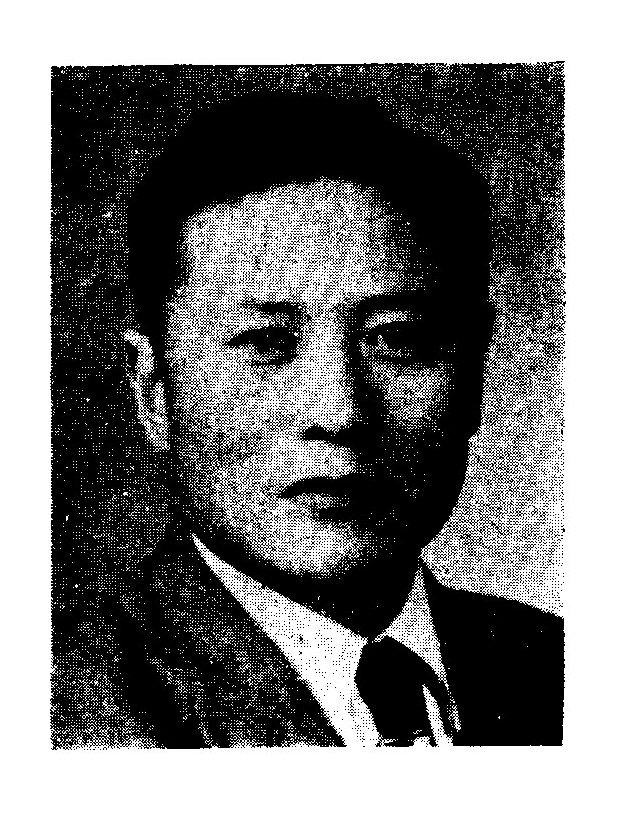

沈友梅（1904年—1995年），浙江鄞縣人，中华民国政治人物，立法院資深立委。

## 生平

### 大陸時期
大清光緒三十年（1904年），生於浙江省寧波府鄞縣茅山鎮。早年赴上海求學，業於上海市私立興業營造測繪專門學校和上海市私立正風文學院。
1926年，加入中國國民黨。曾任中國國民黨鄞縣黨部執監委員會常委。1934年，調中國國民黨中央組織委員會縣市黨部幹部訓練班培訓（第一期結業）。之後歷任鄞縣、奉化縣（今奉化区）、鎮海縣（今鎮海區）三縣東錢湖水利委員會副主任委員，寧波城河委員會副主任委員。
抗日戰争期間，曾兼任抗敵後援會常務委員、戰地服務團團長。是鄞縣農會理事長和浙江省農會常務理事。1940年調任國民黨鎮海縣黨部書記長。1942年，出任中國國民黨浙江省黨部浙東區巡察，浙江省政府社會處浙東區督導，第三戰區長官部參謀（上校軍銜），並兼任寧波區工作站站長。曾任戰時鄞縣臨時參議會議員。
曾任定海縣（今舟山市定海區）、象山縣的聯合中學校長，象山縣立中學校長。沈熱衷辦學。於1943年8月，和友人一起創立鄞縣私立堇南初級中學（今寧波市鄞州區姜山中學）。還創辦有花园小学、鄞县乡村师范学校（今茅山中学）。
抗日戰争勝利後，擔任中國國民黨鄞縣黨部委員。曾先後創辦《寧波大報》、《寧波日報》，均任報社社長。並任鄞縣通志館编審委員。
是鄞縣參議員、浙江省參議員。1949年，《寧波日報》報社遷定海（今舟山定海區）並改組作《浙海日報》，任《浙海日報》社社長。

### 台灣時期
1950年，舟山戰役後隨舟山撤退去臺灣。同年递补留大陆的浙江省第二区正选立法委员金鸣盛，任立法委員。曾入革命實踐研究院（後為國家發展研究院）研究（二十二期結業）。曾兼任中國新聞函授學校校長。
數度擔任台灣立法院經濟、司法委員會召集人。是立法院立法委員黨部委員、常務委員，立法院司法委員會、經濟委員會、經費稽核委員會召集委員，服務於立法院逾四十年。
曾任臺北市寧波同鄉會第五至第八屆理事長、榮譽理事長，並在台北發行《寧波同鄉》月刊。
晚年研究台灣歷史，尤專沈光文研究，曾率隊勘定沈光文在台灣遺跡，並收集沈光文著作。

## 慈善
沈熱衷教育事業、辦學。曾創辦多所中小學並出任校長。晚年大力支持寧波大學建設，在寧波大學創設沈氏獎學金，獎金高達200多萬人民幣。

## 家庭
1949年，赴定海時，據傳拋下妻子和七個子女。1950年，移居台灣時，亦無攜帶妻、子女赴台。有女兒後來曾任寧波市、浙江省政協委員。
子沈琪年，曾捐贈《宁波日报》、《浙海日报》合订本微縮膠卷予鄞州區檔案館。女婿周子荐為知名畫家。

## 著作
- 《沈光文斯菴先生專輯》
- 《臺灣文獻初祖沈光文》專集[1]
- 《傅氏支譜：不分卷》，沈友梅主修，傅豐炎等纂修，1947年貞西房木活字本